# Protoholozoa pigra
Protoholozoa pigra är en sjöpungsart som beskrevs av Monniot 1974. Protoholozoa pigra ingår i släktet Protoholozoa och familjen Holozoidae. Inga underarter finns listade i Catalogue of Life.